# マタ・ハリ (1927年の映画)
『マタ・ハリ』（ドイツ語：Mata Hari, die rote Tänzerin, 英語：Mata Hari, the Scarlet Dancer）とは、1927年公開のドイツのサイレント映画である。監督はフリードリッヒ・フェーエル。第一次世界大戦期にスパイの容疑をかけられフランスで銃殺刑となったオランダの踊り子マタ・ハリの生涯を題材にした最初の映画作品である。

## キャスト
- マグダ・ソーニャ：マタ・ハリ
- ヴォルフガング・ツィルツァー：Archduke Oskar
- フリッツ・コルトナー：Graf Bobrykin
- アレクサンダー・ムルスキー：Grand-duke Boris
- マチアス・ヴィーマン：Grigori